# 日暮修一
日暮 修一（ひぐらし しゅういち、1936年9月26日 - 2012年4月13日）は日本のイラストレーター。千葉県松戸市出身。
コピーライター日暮真三は弟、ミュージシャン日暮愛葉は姪。
1936年に日暮酒店の長男として生まれる。1942年、松戸市立中部小学校に入学。1953年、武蔵野美術学校デザイン科に入学しのちに卒業。東芝商事宣伝部製作室、イースト・パブリッシング勤務。1959年、第二七回毎日広告デザイン賞・第一部Ｂ部門ポスターデザイン毎日広告奨励賞受賞。
雑誌「ビッグコミック」「ラピタ」の表紙絵を長年描いていた。「ビッグコミック」は1970年から2011年に病気治療のため入院するまでの41年間（2011年11月25日号表紙の執筆が最後。その後は金子ナンペイが担当）、「ラピタ」は1995年から2008年の休刊まで担当した。また、1981年から2006年まで毎日新聞日曜版にて弟・真三と共に「修一・真三のモーニングジャック」を連載した。2000年、第45回小学館漫画賞審査員特別賞を受賞。
2012年4月13日、肺炎のため死去。75歳没。
2012年7月25日に発売されたビッグコミック2012年15号で追悼特集が組まれた。（日暮が表紙に起用された経緯と執筆の歴史を紹介。またさいとう・たかをからの追悼文、日暮夫人へのインタビュー記事、日暮の後継者として本誌と増刊の表紙を描いている金子ナンペイ・為井英貴のコメントも掲載されている。